# Răscăeți
Răscăeți è un comune della Romania di 2 322 abitanti, ubicato nel distretto di Dâmbovița, nella regione storica della Muntenia.
Il comune è formato dall'unione di 2 villaggi: Răscăeți e Vultureanca.